# سازمان بین‌المللی ماهواره‌های تلفنی
سازمان بین‌المللی ماهواره‌های تلفنی یک سازمان دولتی بین‌المللی است که بر برخی خدمات ایمنی ماهواره‌های عمومی و امنیت مخابراتی نظارت می‌کند. خدماتی که درگذشته از سوی سازمان بین‌المللی ماهواره‌های دریانوردی (اینمارست) ارائه می‌شدند.
برخی از این خدمات:

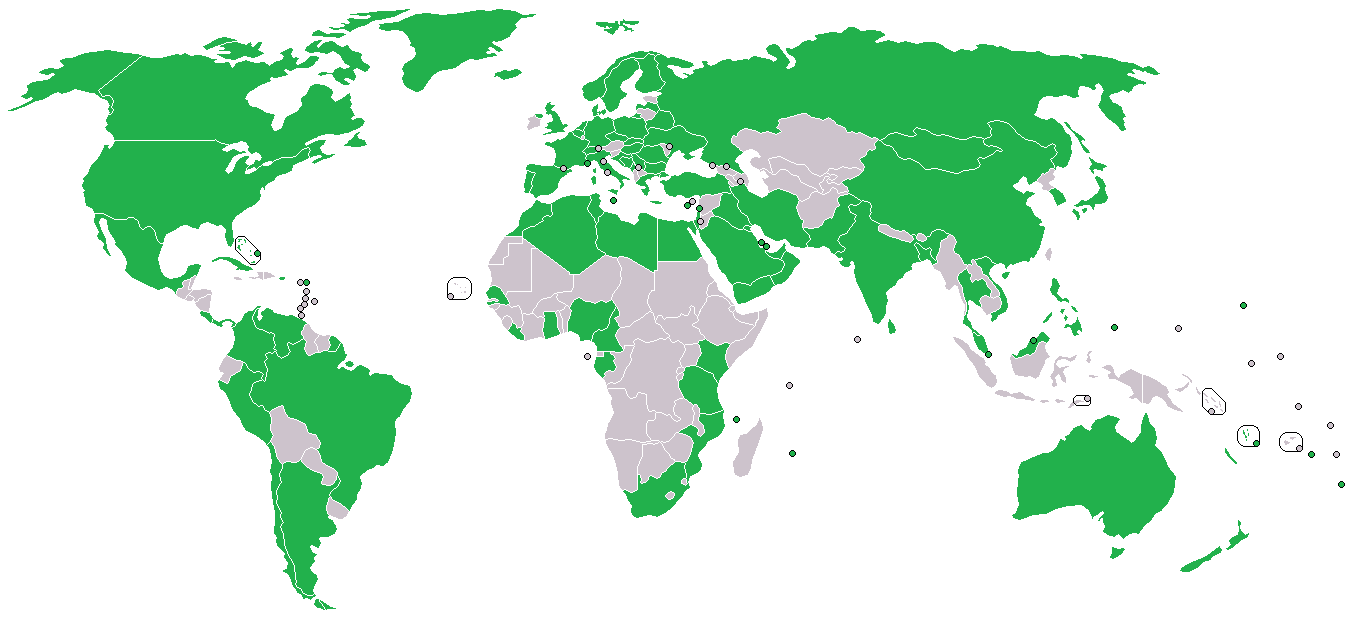
اعضای سازمان بین‌المللی ماهواره‌های تلفنی در آوریل ۲۰۱۵ (میلادی)

- سامانه جهانی اضطرار و ایمنی دریایی که از سوی سازمان بین‌المللی دریانوردی پایه‌گذاری شده است.
- هماهنگی مخابراتی برای جستجو و نجات
- اطلاع‌رسانی‌های سامانه جهانی اضطرار و ایمنی دریایی
- هماهنگی خدمات ماهواره‌ای تلفنی دریانوردی با استانداردها و تمرین‌های پیشنهادی که از سوی سازمان بین‌المللی هوانوردی غیرنظامی (ایکائو) وضع شده‌اند.
- مخابرات عمومی

## تاریخچه

### اینمارست
سازمان بین‌المللی ماهواره‌های دریانوردی (اینمارست) از سوی سازمان بین‌المللی دریانوردی و بر پایه پیمان سازمان بین‌المللی ماهواره‌های تلفنی پایه‌گذاری شد. اساس‌نامه این سازمان در ۳ سپتامبر ۱۹۷۶ (میلادی) امضا و در ۱۶ ژوئیه ۱۹۷۹ (میلادی) اجرایی شد. اینمارست از روی اینتل‌ست الگوبرداری شده است. اینتل‌ست یک کنسرسیوم بین‌المللی است که ارتباط مخابراتی را برای کشورهای عضو فراهم می‌کند. «ابرشرکت ماهواره‌های مخابراتی» (کام‌ست) که از سوی اینتل‌ست پایه‌گذاری شده بود پایه‌گذاری اینمارست را به عهده گرفت. در دهه ۱۹۸۰ (میلادی) برای هماهنگی با سازمان بین‌المللی هوانوردی غیرنظامی (ایکائو)، به اساس‌نامه مدیریت اینمارست متممی افزوده شد تا بهبود مخابرات هوانوردی را به ویژه برای امنیت عمومی در بر بگیرد.
نخستین رئیس کل سازمان بین‌المللی ماهواره‌های تلفنی در ژانویه ۱۹۸۰ (میلادی) گماشته شد و کار خود را در ۱۹۸۲ (میلادی) آغاز کرد.

### وضعیت کنونی
در میانه دهه ۱۹۹۰ (میلادی) دیدگاه عمده‌ای میان کشورهای عضو برای آینده اینمارست وجود داشت. دیدگاه در حال گسترش میان اعضا این بود که به دلیل طبیعت رقابتی صنعت ارتباطات ماهواره‌ای و ناخشنودی کشورهای عضو در سرمایه‌گذاری در اینمارست برای بهبود شبکه آن، سرمایه‌های مالی سازمان باید خصوصی شوند. همچنین بسیاری از اعضا به اهمیت حفاظت از نقش سازمان در نظارت بر ارتباطات ماهواره‌ای دریانوردی اعتقاد داشتند. این مسئله در نشست آوریل ۱۹۹۸ (میلادی) حل شد. بر پایه این نشست، مفاد پیمان سازمان بین‌المللی ماهواره‌های تلفنی نوشته شد که بر پایه آن سرمایه‌های عملیاتی از یکدیگر جدا و خصوصی می‌شوند. اما سازمان به عنوان یک سازمان نظارتی به کار خود ادامه می‌دهد.
در ۱۵ آوریل ۱۹۹۹ (میلادی) «اینمارست» به «سازمان بین‌المللی ماهواره‌های تلفنی» تغییر کرد. در آن هنگام سرمایه‌های عملیاتی اینمارست به «شرکت محدود اینمارست» منتقل شدند. «شرکت محدود اینمارست» یک شرکت بریتانیایی است که پذیرفت با نظارت سازمان بین‌المللی ماهواره‌های تلفنی، برخی تعهدهای ایمنی عمومی مرتبط با عملیات سامانه‌های ماهواره‌ای را به عهده بگیرد.
در ۲۰ سپتامبر ۲۰۰۰ (میلادی) توافقی برای توضیح چگونگی روابط بین سازمان بین‌المللی هوانوردی غیرنظامی (ایکائو) و سازمان بین‌المللی ماهواره‌های تلفنی در مونترآل کانادا امضا شد. در نوامبر ۲۰۱۸ (میلادی) ۱۰۳ کشور عضو اینمارست بودند که نزدیک به ۹۵٪ ناوگان بازرگانی جهان را تشکیل می‌دادند.